# Dekanat francuski
Dekanat francuski – jeden z czterech dekanatów eparchii chersoneskiej Rosyjskiego Kościoła Prawosławnego. Swoim zasięgiem obejmuje całe terytorium Francji.

## Parafie na terenie dekanatu
- Parafia Trzech Świętych Hierarchów w Paryżu
- Parafia Ikony Matki Bożej „Wszystkich Strapionych Radość” i św. Genowefy w Paryżu
- Parafia Trójcy Przenajświętszej i Nowych Męczenników Rosyjskich w Vanves
- Parafia św. Stefana i św. Germana z Auxerre w Vézelay
- Parafia św. Mikołaja w Ugine
- Parafia św. Serafina z Sarowa w Bruges
- Parafia Kazańskiej Ikony Matki Bożej w Marsylii
- Parafia Opieki Matki Bożej w Biarritz
- Parafia św. Grzegorza Palamasa i św. Atali w Strasburgu
- Parafia Opieki Matki Bożej w Lyonie
- Parafia Świętego Ducha w Perpignan
- Parafia Świętych Konstantyna i Heleny w Clamart

Ponadto na terenie dekanatu znajduje się 1 parafia stauropigialna (parafia Wszystkich Świętych w Strasburgu).

## Monastery
- Monaster Chersoneskiej Ikony Matki Bożej w Doumérac, żeński
- Monaster Ikony Matki Bożej „Znak” w Marcenat, żeński
- Skit Świętego Ducha w Le Mesnil-Saint-Denis, męski